# Mirko Jozić
Pour les articles homonymes, voir Jozić.
Mirko Jozić né le 8 avril 1940 à Trilj (Yougoslavie actuellement en Croatie) était un footballeur et entraîneur croate. Il fut le premier non sud-américain à remporter la Copa Libertadores comme entraîneur avec le club chilien de Colo-Colo en 1991.